# Gaf (persischer Buchstabe)

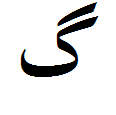
Gāf in isolierter Form

Gāf, persisch گاف, DMG gāf, ist ein Buchstabe des persischen Alphabets, der jedoch nicht zum arabischen Alphabet gehört. Er wurde von den Persern zur Schreibung des „G“-Lautes hinzugefügt, der im Hocharabischen fehlt. In derselben Funktion gehörte das Gāf auch zu dem bis 1928 im Türkischen benutzten osmanisch-türkischen Alphabet (siehe Osmanische Sprache). Das Gāf wird wie ein persisches Kāf geschrieben, jedoch mit einem Strich darüber. Das Gāf hat keinen Zahlenwert.
In der paschtunischen Schrift wird das Gāf üblicherweise nicht in der persischen Variante geschrieben, sondern als persisches Kaf mit Ring (ګ). Das Gāf der malaiischen Jawi-Schrift entspricht einem arabischen Kāf mit übergesetztem Punkt (ڬ).

## Gāf in Unicode
| Unicode Codepoint | U+06AF            |
| Unicode-Name      | ARABIC LETTER GAF |
| HTML              | &#1711;           |
| ISO 8859-6        | nicht vorhanden   |

### Paschtunisches Gāf
| Unicode Codepoint | U+06AB                      |
| Unicode-Name      | ARABIC LETTER KAF WITH RING |
| HTML              | &#1707;                     |
| ISO 8859-6        | nicht vorhanden             |